# Диспергированные повторы
Диспергированные повторы — повторяющиеся последовательности нуклеотидов в геноме. Отличаются от тандемных повторов тем, что расположены не последовательно друг за другом, а на расстоянии. Встречаются в эукариотических и прокариотических геномах. Последовательности и количество повторов зависят от конкретного вида и организма.
К диспергированным повторам относятся ретротранспозоны: длинные диспергированные повторы (LINEs, long interspersed elements) и короткие диспергированные повторы (SINEs, short interspersed elements).

## Диспергированные повторы в геноме человека
Согласно результатам проекта «Геном человека» диспергированные повторы составляют около 45 % всего генома человека: 21 % — длинные диспергированные повторы, 13 % — короткие диспергированные повторы, 8 % — LTR-ретро-транспозоны и 3 % — ДНК-транспозоны.